# John Considine
John William Considine III (* 2. Januar 1935 in Los Angeles) ist ein US-amerikanischer Schauspieler sowie Autor von Büchern und Drehbüchern.

## Leben
Considine ist Sohn des Metro-Goldwyn-Mayer-Produzenten John W. Considine Jr. (Boys Town, Johnny Eager) und dessen Ehefrau Carmen Pantages, Tochter eines Theater-Magnaten. Seine Großväter Alexander Pantages und John Considine Sr. waren Pioniere des US-amerikanischen Vaudeville-Unterhaltungstheaters, das Ende des 20. Jahrhunderts populär war. Sein jüngerer Bruder war der Schauspieler, Autor und Fotograf Tim Considine.
Seine Kindheit verbrachte er in behüteten Verhältnissen und verbrachte viel Zeit auf dem Gelände von MGM; ein Nachbar der Familie war Harpo Marx und in seiner Tanzklasse war Liz Taylor. 1958 machte Considine seinen Abschluss an der University of California und studierte später Schauspiel in New York.
Considine ist väterlicherseits Neffe des Journalisten Bob Considine und Ex-Schwager von Charlotte Stewart. Er war vom 9. März 1957 bis ins Jahr 1976 mit Toby Considine verheiratet; aus dieser Ehe stammt ein gemeinsames Kind. Vom 27. Dezember 1980 bis 19. Juli 1984 war Considine in zweiter Ehe mit Jette McGuire verheiratet.
Nachdem Considine fast 60 Jahre in Los Angeles lebte, kaufte er Mitte der 1990er Jahre ein Haus in Port Townsend; dort verbringt er seinen Ruhestand mit seiner dritten Frau Astrid Lee Peterson, mit der er seit dem 24. Dezember 1984 verheiratet ist. Laut eigenen Angaben betrat sein Großvater mütterlicherseits, Alexander Pantages, die Vereinigten Staaten Ende des 20. Jahrhunderts das erste Mal in Port Townsend.

## Karriere
Considine begann seine Karriere im Alter von sieben Jahren mit einer Kinderrolle in A Yank at Eton (1942) an der Seite von Mickey Rooney; es folgten weitere kleine Rollen. Nach dem Ende seines Studiums verdiente er als Co-Autor von Drehbüchern sein Geld, hatte erste Rollen in Fernsehserien und stand später unter Vertrag von MGM; seine erste und einzige Filmrolle in dieser Zeit hatte er 1965 in dem Film Die größte Geschichte aller Zeiten. Considine, auf klassische Weise gutaussehend, wurde in dieser Zeit vor allem in anständigen und wenig markanten Rollen besetzt. Zum Ende der 1960er Jahre kehrte er der Schauspielerei für kurze Zeit den Rücken zu und betrieb eine Keramik-Manufaktur bis zu deren Insolvenz und verkaufte Versicherungen. Nach einem Zusammenbruch während einer Schulung fuhr er nach Beverly Hills und kontaktierte den ersten Psychiater, den er in den Yellow Pages gefunden hatte; Considine hatte für sich erkannt, dass er in einem normalen Beruf nicht arbeiten konnte.
Ab Anfang der 1960er Jahre spielte Considine in zahlreichen Fernsehserien Haupt- und Nebenrollen: Adventures in Paradise, Straightaway, The Aquanauts (Malibu Run), Lock-Up, Abenteuer unter Wasser, Sprung aus den Wolken, Combat!, Mein Onkel vom Mars, Twilight Zone, The Outer Limits, Perry Mason, FBI, Gomer Pyle, U.S.M.C., Dr. med. Marcus Welby, Detektiv Rockford – Anruf genügt, The Devlin Connection, The Eddie Capra Mysteries, Lou Grant, Mannix, Cannon, Taxi, California Clan, Der Denver-Clan, Mein Vater ist ein Außerirdischer, Eine amerikanische Familie, Eight is Enough, Hart aber herzlich, Remington Steele, Ein Engel auf Erden, Die Jeffersons, Hotel, MacGyver, Hardcastle & McCormick, Die Colbys – Das Imperium, Emerald Point N.A.S., Die Fälle des Harry Fox, Knight Rider, Das A-Team, Simon & Simon, Mord ist ihr Hobby, L.A. Law – Staranwälte, Tricks, Prozesse und Boston Legal. Er war auch als Darsteller in Seifenopern wie Bright Promise als Dr. Brian Walsh (1971–72), in Schatten der Leidenschaft als Phillip Chancellor II (1973–74) und in zwei unterschiedlichen Rollen in Another World (als Vic Hastings, 1974–76, und als Reginald Love, 1986–88) zu sehen.
Im Kino besetzte ihn Robert Altman 1974 gegen seinen eigentlichen Rollentypus in der Nebenrolle eines Zuhälters in California Split (1974); er hatte bereits unter seiner Regie in einer Folge der Fernsehserie Combat! gespielt. 1976 hatte er eine weitere Rolle in Altmans Buffalo Bill und die Indianer. 1978 schrieb Considine das Drehbuch zu Robert Altmans Ensemblefilm Eine Hochzeit (1978), in dem er ebenfalls als Schauspieler mitwirkte. Zu seiner weiteren Filmkarriere gehören Rollen in Die Katze kennt den Mörder (1976), Der Tag, an dem die Welt unterging (1980), Trouble in Mind (1985), Die Zeitfalle (1987) an der Seite von Klaus Kinski, Die Schattenmacher (1989) und Free Willy 2 – Freiheit in Gefahr (1995). Seine letzte Filmrolle hatte er 2005 in dem Film The Mongol King.
Neben Eine Hochzeit schrieb Considine weitere Drehbücher, vor allem für Fernsehserien wie Meine drei Söhne, Dr. med. Marcus Welby und MacGyver. Considine, der sich inzwischen weitestgehend aus der Öffentlichkeit zurückgezogen hat, arbeitet weiterhin als Autor von Büchern.
Als Sprecher nahm er auch Hörspiele für das Radio auf; in der Star-Wars-Adaption für das National Public Radio sprach er die Rolle des Tion.
2013 hielt Considine eine Lesung aus dem Bühnenstück Love Letters und gab ab dem 26. Juni 2014 insgesamt zwölf Vorstellungen von David Mamets Zwei-Mann-Bühnenstück A Life in the Theater (aus dem Jahr 1977) am Key City Public Theatre an der Seite von Erik Gratton und unter der Regie von Denise Winter. Diese Vorstellungen sollten auch das offizielle Ende seiner Bühnenkarriere darstellen.

## Nominierungen
Für das Drehbuch zu Robert Altmans Film Eine Hochzeit war Considine 1979 für einen BAFTA-Award in der Kategorie „Bestes Drehbuch“ nominiert sowie für einen Award der Writers Guild of America. Im Jahr 1988 wurde er für die Verkörperung des Reginald Love in der Seifenoper Another World für den Soap Opera Digest Award nominiert.

## Filmografie (Auswahl)
- 1942: A Yank at Eton
- 1942: Reunion in France
- 1946: Das Vermächtnis (The Green Years)
- 1950: Unser eigenes Ich (Our Very Own)
- 1965: Die größte Geschichte aller Zeiten (The Greatest Story Ever Told)
- 1973: Doctor Death: Seeker of Souls
- 1974: The Thirsty Dead
- 1974: California Split
- 1976: Buffalo Bill und die Indianer (Buffalo Bill and the Indians or Sitting Bull's History Lesson)
- 1976: Willkommen in Los Angeles (Welcome to L.A.)
- 1976: Die Katze kennt den Mörder (The Late Show)
- 1978: Eine Hochzeit (A Wedding)
- 1980: Der Tag, an dem die Welt unterging (When Time Ran Out...)
- 1980: Endstation Malibu (The Shadow Box, Fernsehfilm)
- 1981: Hart aber herzlich (Hart to Hart); 3. Staffel, Folge 1: Rosen und Dornen
- 1981: Gehirnwäsche (Circle of Power)
- 1982: Der Tod aus dem Nichts (Endangered Species)
- 1983: Hart aber herzlich (Hart to Hart); 5. Staffel, Folge 4: Testflug mit Pandora
- 1984: Knight Rider
- 1984: Choose Me – Sag ja (Choose Me)
- 1985: Trouble in Mind
- 1986: H.A.R.T. – Spezialeinheit 500 (Opposing Force)
- 1987: Die Zeitfalle
- 1987: Made in Heaven
- 1989: Die Schattenmacher (Fat Man and Little Boy)
- 1990: Wild Boys (Coupe de Ville)
- 1995: Free Willy 2 – Freiheit in Gefahr (Free Willy 2: The Adventure Home)
- 1995: The Book of Stars
- 1997: Der Hollywoodkiller (Tinseltown)
- 2005: The Mongol King

## Bibliografie
- Improvising: My Life and Show Business (S&L Enterprises, 2012).[3][6]
- A War: A Boy's Struggle To Survive World War II in Beverly Hills (CreateSpace, 2013).[3]